# 99 Miles from L.A.
〈99 Miles From L.A.〉는 앨버트 해먼드와 핼 데이비드가 써 해먼드가 부른 노래이다. 1975년에 발매하였으며, 앨버트 해먼드 노래 중에서는 유일하게 어덜트 컨템포러리(당시에는 이지 리스닝)차트에서 1위를 달성한 노래이며, 또한 빌보드 핫 100에 91위를 기록하기도 하였다.

## 커버
- 이 노래는 1975년 아트 가펑클이 발매한 음반인 Breakaway에 수록되어 있다.
- 앨버트 해먼드는 1977년 발매한 음반인 When I Need You에 새로운 버전으로 이 노래를 포함시켰다.
- 훌리오 이글레시아스는 1990년에 발매한 Starry Night에 이 노래를 수록하였다.
- 조니 마티스는 1975년에 발매한 음반인 Feelings에 라이브로 노래 부른 것을 수록하였다.
- 디온 워릭은 자신의 50주년 기념 음반인 Now에서 이 노래를 커버하였다.[2]
- 낸시 시나트라는 2002년 발매한 음반 California Girl에서 이 노래를 커버하였다.[3]
- 스티브 홀랜드는 2015년 발매한 음반 Life Goes On에 이 노래를 수록했다.